# North American Soccer League 1977
La temporada 1977 de la North American Soccer League (NASL) fue la 10.ª edición realizada de la  primera división del fútbol en los Estados Unidos y Canadá. Los campeones fueron los Cosmos ya que ganaron en la final del Soccer Bowl a los Seattle Sounders por 2 a 1 y quedándose con su segunda liga.

## Equipos participantes
| - St. Louis Stars - Chicago Sting - Connecticut Bicentennials (Anteriormente como los Hartford Bicentennials) - Cosmos (Anteriormente como los New York Cosmos) - Dallas Tornado - Fort Lauderdale Strikers (Anteriormente como los Miami Toros) - Las Vegas Quicksilvers (Anteriormente como los San Diego Jaws) - Los Angeles Aztecs - Minnesota Kicks | - Portland Timbers - Rochester Lancers - San Jose Earthquakes - Seattle Sounders - Tampa Bay Rowdies - Team Hawaii (Anteriormente como San Antonio Thunder) - Toronto Metros-Croatia - Vancouver Whitecaps - Washington Diplomats |

### Equipos retirados
- Boston Minutemen (Cierre de operaciones)
- Philadelphia Atoms (Cierre de operaciones)

## Tabla de posiciones
Sistema de puntos: 6 puntos por una victoria (después de los 90 minutos, tras los 30 minutos del tiempo extra o en los penales), ninguno por una derrota y 1 punto adicional a cualquier encuentro disputado que haya marcado hasta 3 goles en un partido.

### Conferencia del Atlántico

#### División del norte
| Pos. | Equipos                   | PJ | G  | P  | GF | GC | Dif. | Pts. |
| ---- | ------------------------- | -- | -- | -- | -- | -- | ---- | ---- |
| 1    | Toronto Metros-Croatia    | 26 | 13 | 13 | 42 | 38 | +4   | 115  |
| 2    | St. Louis Stars           | 26 | 12 | 14 | 33 | 35 | -2   | 104  |
| 3    | Rochester Lancers         | 26 | 11 | 15 | 34 | 41 | -7   | 99   |
| 4    | Chicago Sting             | 26 | 10 | 16 | 31 | 43 | -12  | 88   |
| 5    | Connecticut Bicentennials | 26 | 7  | 19 | 34 | 65 | -31  | 72   |

     Clasifica a la fase final.

#### División del este
| Pos. | Equipos                  | PJ | G  | P  | GF | GC | Dif. | Pts. |
| ---- | ------------------------ | -- | -- | -- | -- | -- | ---- | ---- |
| 1    | Fort Lauderdale Strikers | 26 | 19 | 7  | 49 | 29 | +20  | 161  |
| 2    | Cosmos                   | 26 | 15 | 11 | 60 | 39 | +21  | 140  |
| 3    | Tampa Bay Rowdies        | 26 | 14 | 12 | 55 | 45 | +10  | 131  |
| 4    | Washington Diplomats     | 26 | 10 | 16 | 32 | 49 | -17  | 92   |

     Clasifica a la fase final.

### Conferencia del Pacífico

#### División del oeste
| Pos. | Equipos             | PJ | G  | P  | GF | GC | Dif. | Pts. |
| ---- | ------------------- | -- | -- | -- | -- | -- | ---- | ---- |
| 1    | Minnesota Kicks     | 26 | 16 | 10 | 44 | 36 | +8   | 137  |
| 2    | Vancouver Whitecaps | 26 | 14 | 12 | 43 | 36 | +7   | 124  |
| 3    | Seattle Sounders    | 26 | 14 | 12 | 43 | 34 | +9   | 123  |
| 4    | Portland Timbers    | 26 | 10 | 16 | 39 | 42 | -3   | 98   |

     Clasifica a la fase final.

#### División del sur
| Pos. | Equipos                | PJ | G  | P  | GF | GC | Dif. | Pts. |
| ---- | ---------------------- | -- | -- | -- | -- | -- | ---- | ---- |
| 1    | Dallas Tornado         | 26 | 18 | 8  | 56 | 37 | +19  | 161  |
| 2    | San Jose Earthquakes   | 26 | 14 | 12 | 37 | 44 | -7   | 119  |
| 3    | Los Angeles Aztecs     | 26 | 14 | 12 | 37 | 44 | -7   | 119  |
| 4    | Team Hawaii            | 26 | 11 | 15 | 45 | 59 | -14  | 106  |
| 5    | Las Vegas Quicksilvers | 26 | 11 | 15 | 38 | 44 | -6   | 103  |

     Clasifica a la fase final.

## Postemporada

### Primera ronda
| Fecha        |                     | Resultado          |                      |
| ------------ | ------------------- | ------------------ | -------------------- |
| 10 de agosto | Los Angeles Aztecs  | 2 - 1 (pró.)       | San Jose Earthquakes |
| 10 de agosto | Cosmos              | 3 - 0              | Tampa Bay Rowdies    |
| 10 de agosto | St. Louis Stars     | 0 - 0 (4 - 2 pen.) | Rochester Lancers    |
| 10 de agosto | Vancouver Whitecaps | 0 - 2              | Seattle Sounders     |

### Semifinales de conferencia
| Fechas                      |                    | Resultado global |                          | Ida                | Vuelta             |
| --------------------------- | ------------------ | ---------------- | ------------------------ | ------------------ | ------------------ |
| 14 de agosto - 17 de agosto | Cosmos             | 10 - 5           | Fort Lauderdale Strikers | 8 - 3              | 2 - 2 (3 - 0 pen.) |
| 14 de agosto - 17 de agosto | Los Angeles Aztecs | 8 - 2            | Dallas Tornado           | 3 - 1              | 5 - 1              |
| 14 de agosto - 17 de agosto | Minnesota Kicks    | 1 - 3            | Seattle Sounders         | 1 - 2 (pró.)       | 0 - 1              |
| 14 de agosto - 17 de agosto | Rochester Lancers  | 1 - 0            | Toronto Metros-Croatia   | 0 - 0 (3 - 2 pen.) | 1 - 0              |

### Finales de conferencia
| Fechas                      |                    | Resultado global |                  | Ida   | Vuelta |
| --------------------------- | ------------------ | ---------------- | ---------------- | ----- | ------ |
| 21 de agosto - 25 de agosto | Los Angeles Aztecs | 1 - 4            | Seattle Sounders | 1 - 3 | 0 - 1  |
| 21 de agosto - 25 de agosto | Rochester Lancers  | 2 - 6            | Cosmos           | 1 - 2 | 1 - 4  |

### Soccer Bowl 77'
| Fecha        |        | Resultado |                  |
| ------------ | ------ | --------- | ---------------- |
| 28 de agosto | Cosmos | 2 - 1     | Seattle Sounders |

| Bandera de Estados Unidos     |
| Campeón Cosmos Segundo título |

## Goleadores
| Jugador         | Equipo             | Goles | Puntos |
| --------------- | ------------------ | ----- | ------ |
| Steve David     | Los Angeles Aztecs | 26    | 58     |
| Derek Smethurst | Tampa Bay Rowdies  | 19    | 42     |
| George Best     | Los Angeles Aztecs | 11    | 40     |

## Premios

### Reconocimientos individuales
- Jugador más valioso

  Franz Beckenbauer (Cosmos)
- Entrenador del año

 Ron Newman (Fort Lauderdale Strikers)
- Novato del año

 Jim McAlister (Seattle Sounders)